# ویرجینیا وی
ویرجینیا وی (به انگلیسی: Virginia V) یک کشتی بخار تاریخی است که طول آن ۱۲۵ فوت (۳۸ متر)، پهنا ۲۴ فوت (۷٫۳ متر) و آبخور آن ۸ فوت (۲٫۴ متر) می‌باشد. وزن تقریبی این کشتی ۱۵۰ تن است و گنجایش آن ۹۹ Gross و ۶۷ Net گزارش شده است.